# Maison de l'Agneau Blanc
La « Maison de l'Agneau Blanc » est une maison de style baroque située au numéro 42 de la rue du Marché aux Herbes à Bruxelles en Belgique, à quelques dizaines de mètres de la Grand-Place.

## Historique
Jean De Broe, marchand de draps, conseiller et receveur de la ville de Bruxelles fit édifier cette maison en 1696, après la destruction du centre de Bruxelles lors du bombardement de la ville en août 1695 par les troupes françaises de Louis XIV commandées par le maréchal de Villeroy.
Selon un contrat passé le 25 juin 1696, Jean De Broe confia la réalisation des sculptures de la façade à Pierre Van Dievoet : « Pierre Van Dievoet, sculpteur, fera sur la façade de la maison dénommée l'Agneau Blanc deux bas-reliefs avec des enfants et un petit agneau au-dessus de la porte avec le petit Jésus et le petit saint Jean. Item, sur la pierre dessous le balcon, il sculptera selon son goût toute sculpture qu'il jugera bon. Item, en haut il fera quelque festons dans la frise, avec deux cartouches. Pour cela il recevra 80 florins et une culotte de velours ».
La « Maison de l'Agneau Blanc » était située non loin de l'habitation de Pierre Van Dievoet, qui demeurait dans la belle maison appelée « l'Aiguière d'Or », située également au Marché aux Herbes, en face de la Grande Boucherie.

## Classement
L'ensemble des maisons occupant les no 1 à 3 de la rue de la Fourche et les no 22 à 50 de la rue du Marché aux Herbes font l'objet d'un classement en tant que monument depuis le 20 septembre 2001 sous la référence globale 2043-0546/0.

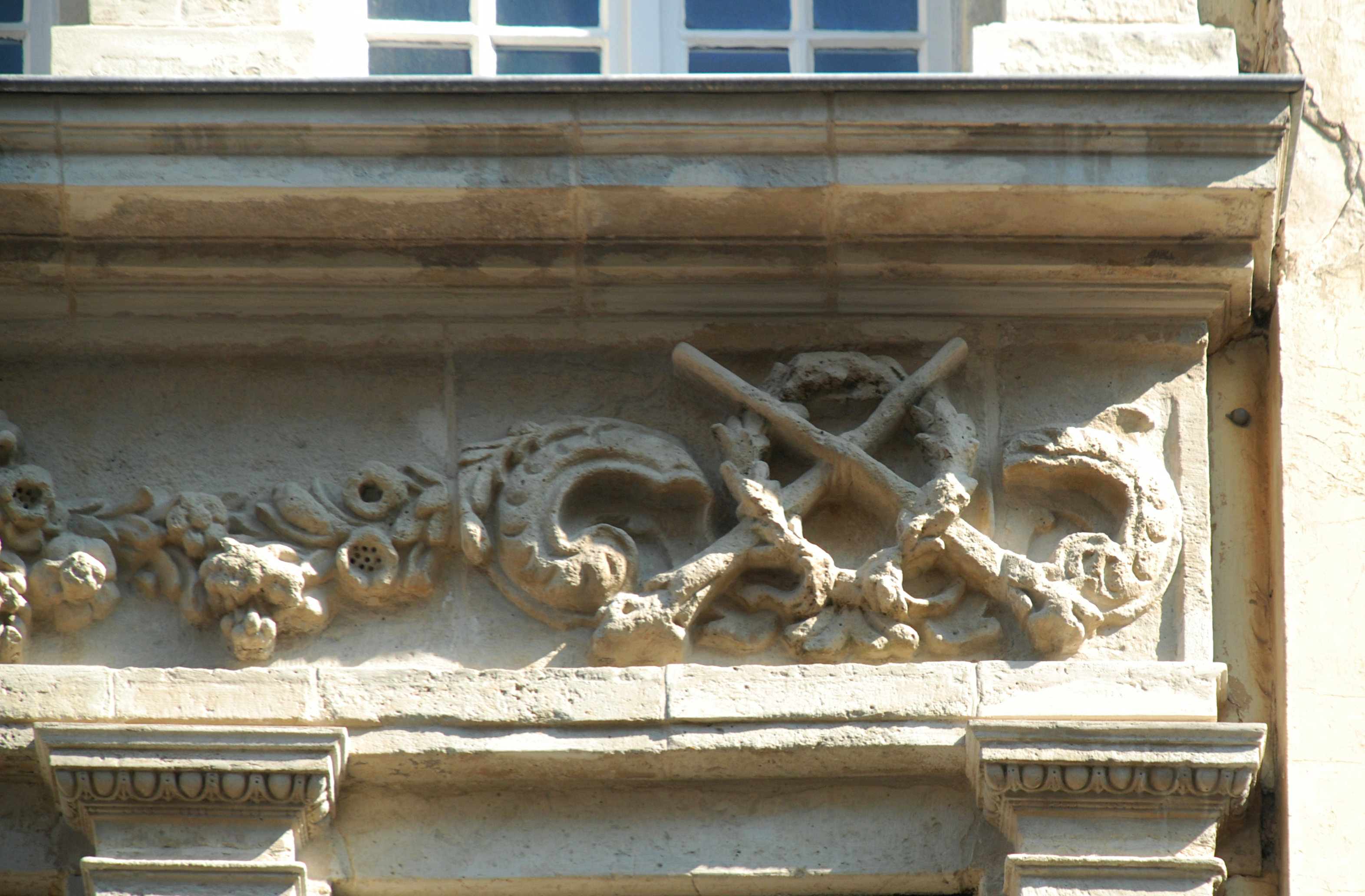
Frise ornée de guirlandes de fleurs, de rinceaux et de flambeaux entrecroisés et renversés.

## Architecture

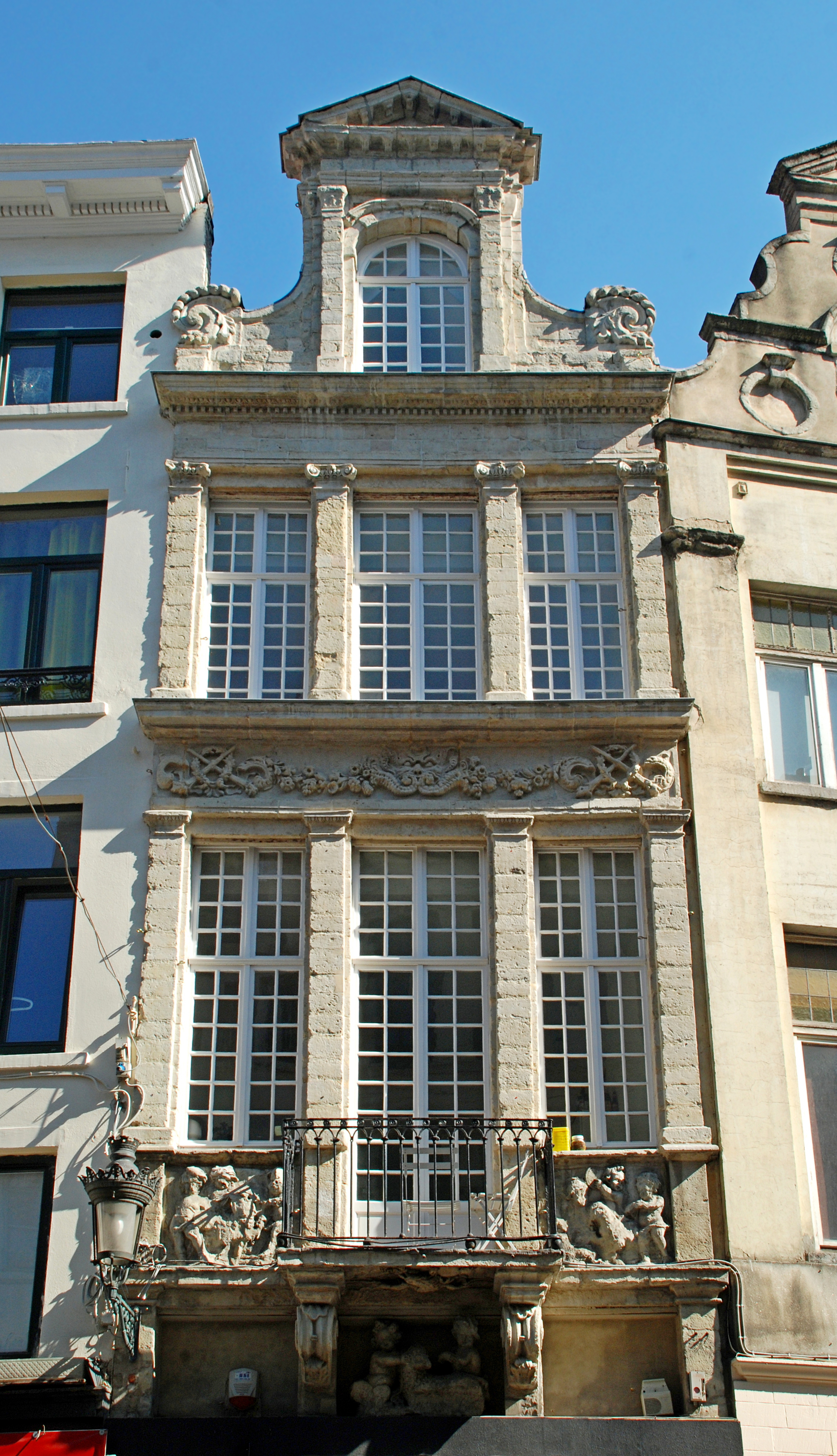
Les étages et le pignon.

La « Maison de l'Agneau Blanc », édifiée en pierre de taille, présente une façade composée de trois travées et de trois niveaux surmontés d'un élégant pignon baroque.
Le premier étage est percé d'une grande porte-fenêtre axiale à croisée de bois, précédée d'un balcon en fer forgé. Cette porte-fenêtre est flanquée de grandes fenêtres à croisée de bois dont les allèges sont ornées de bas-relief très abîmés représentent des enfants. Les baies du premier étage sont séparées par des pilastres surmontés de chapiteaux toscans dont le tailloir est orné d'une frise d'oves. Ces chapiteaux supportent un entablement à l'antique dont la frise est ornée de guirlandes de fleurs, de rinceaux, de couronnes de laurier et de flambeaux entrecroisés et renversés.
Les fenêtres à croisée de bois du second étage, plus petites, sont séparées par des pilastres à chapiteaux ioniques supportant un entablement orné d'une frise de denticules et d'une frise d'oves.
La façade est couronnée par un pignon à volutes à registre unique percé d'une baie surmonté d'un arc en anse de panier à clé et claveaux saillants. Cette baie est encadrée de pilastres supportant un entablement et un fronton triangulaire.
Ce pignon est encadré de volutes ornées chacune d'un motif ornemental mouluré appelé godron (motif d’ornementation en forme de cannelure en relief), d'une feuille de chêne et d'une patte griffue.

Le pignon
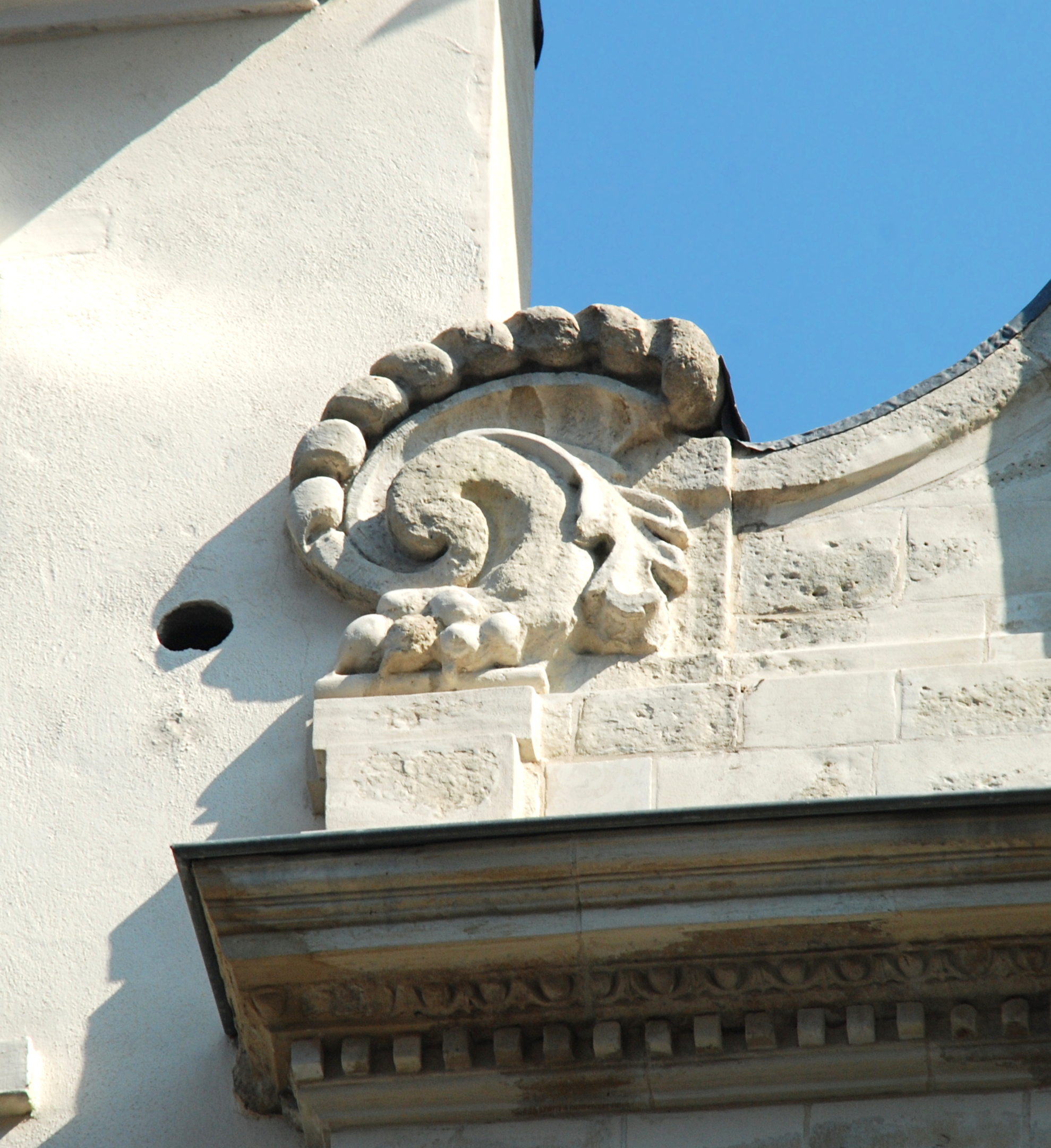
Volute à godron gauche.
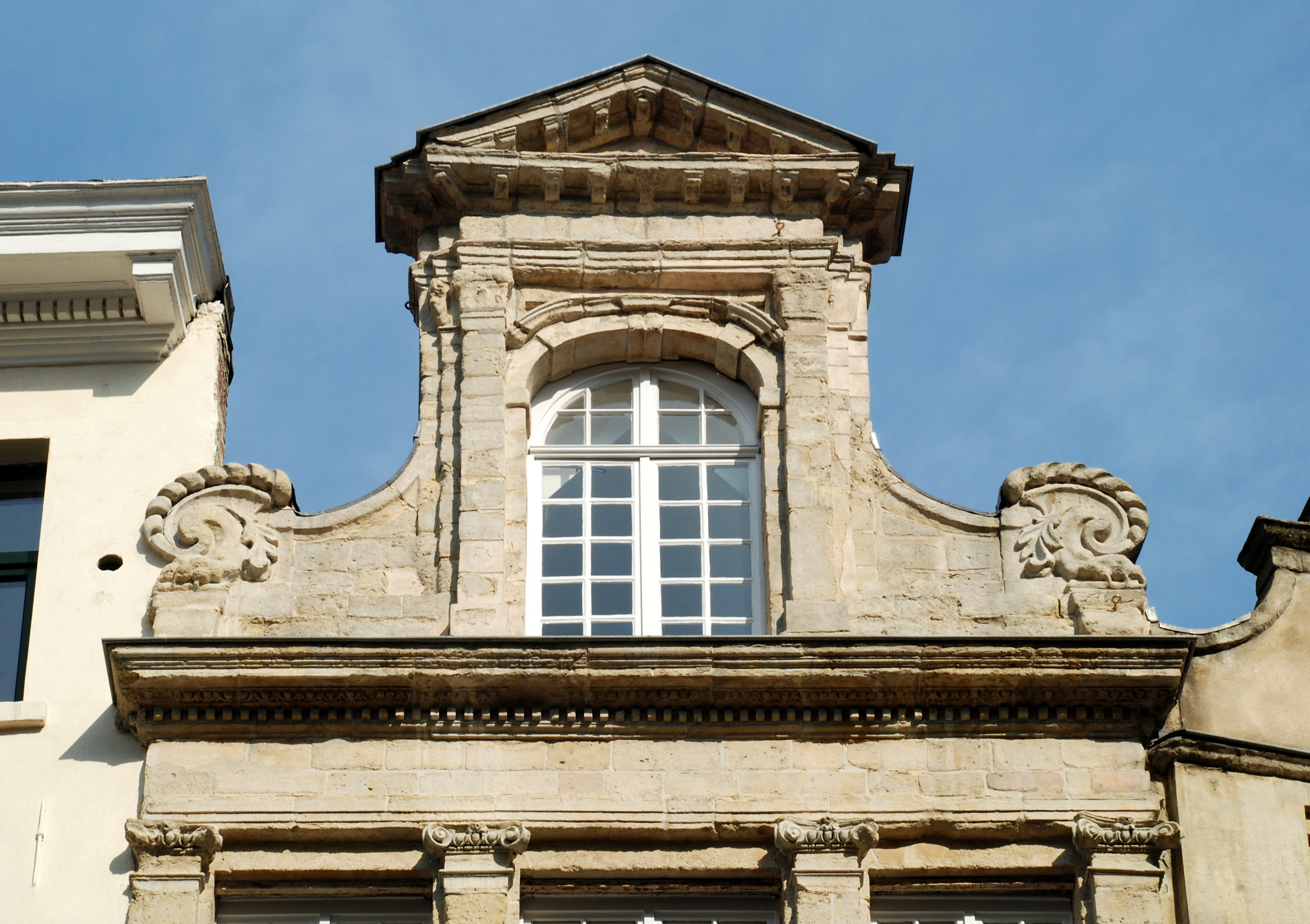
Pignon.
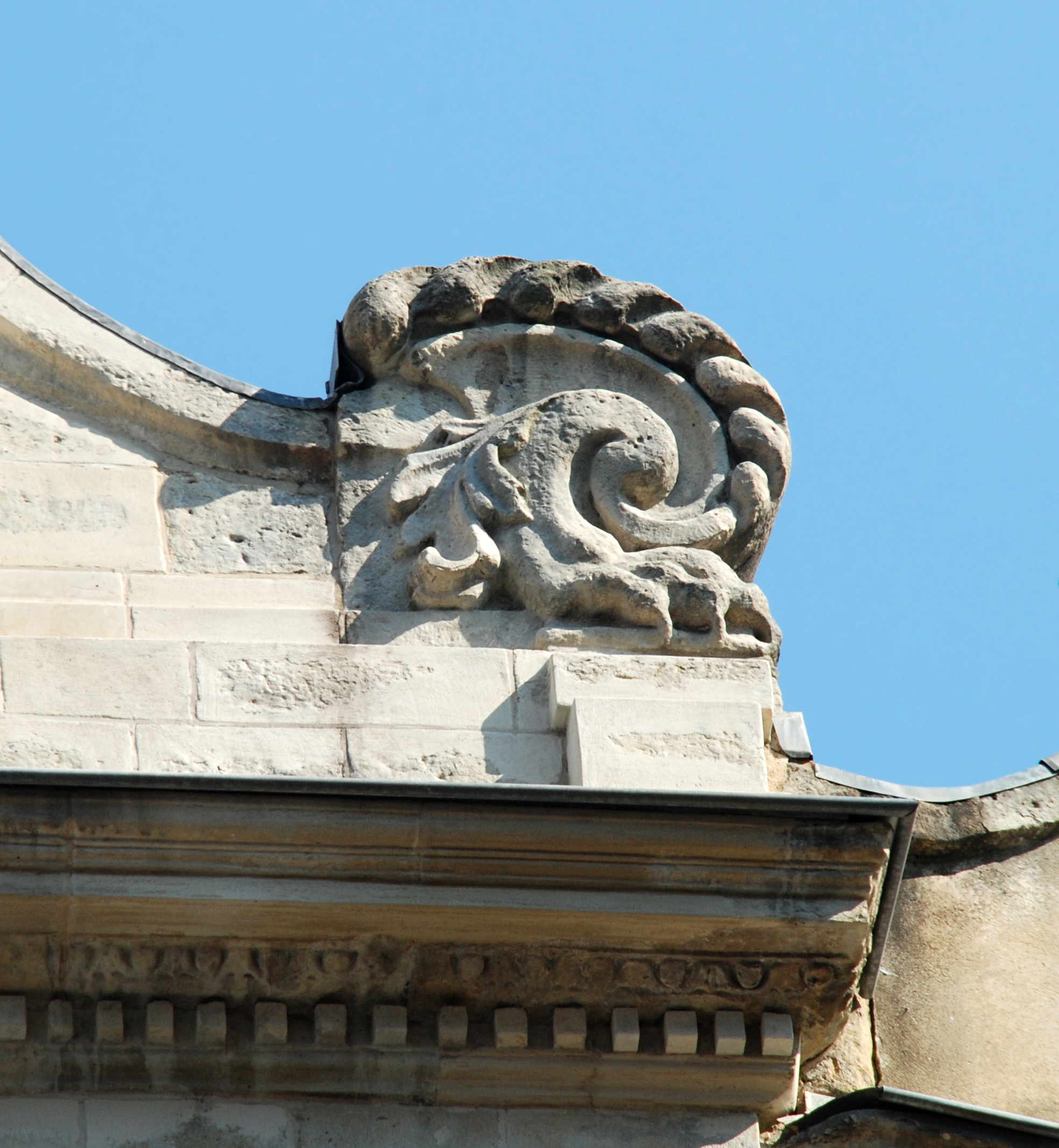
Volute à godron droite.

## Décor sculpté

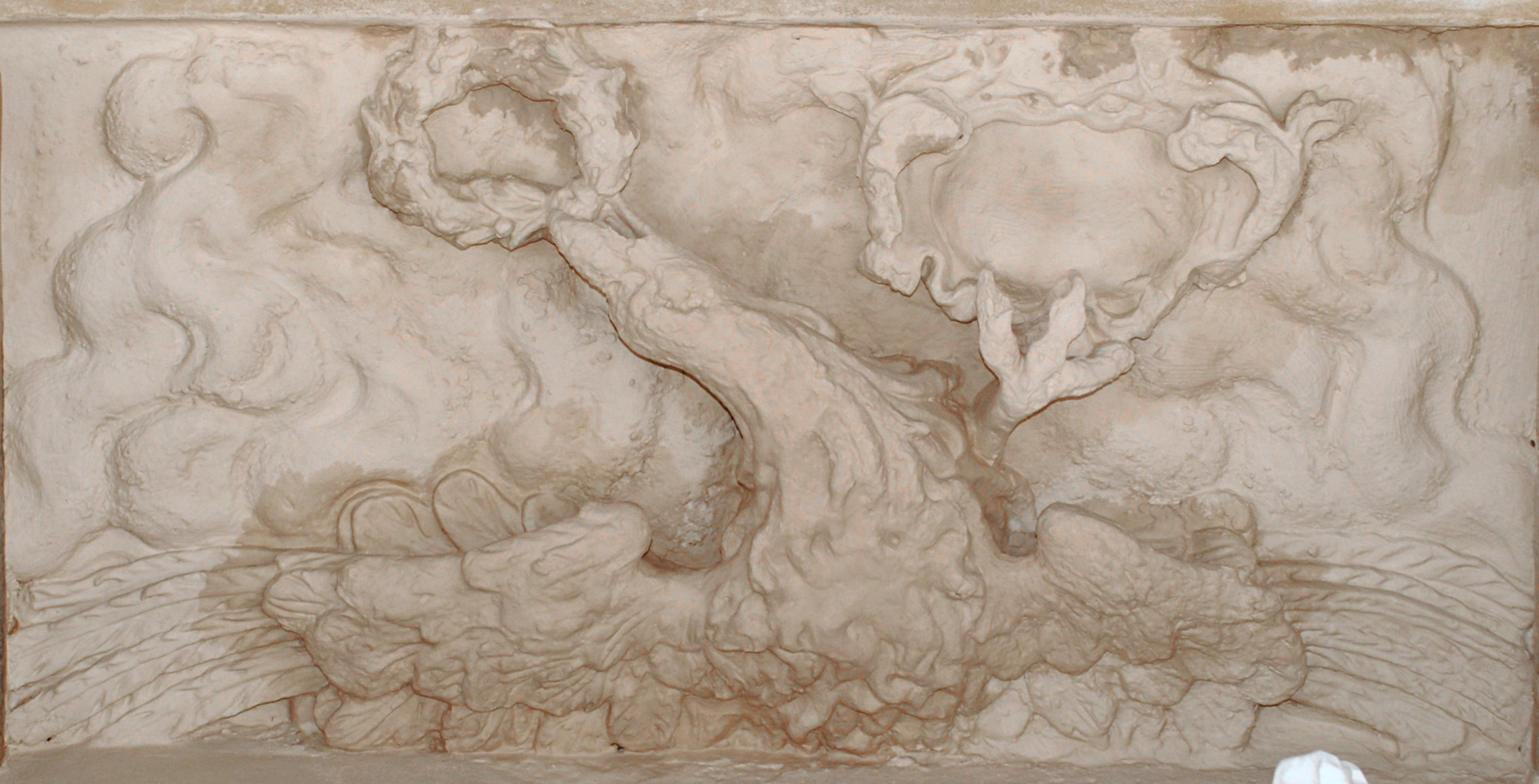
Aigle sur fond de nuages.

La maison présente un riche décor sculpté dû au ciseau de Pierre Van Dievoet.
Le rez-de-chaussée, défiguré par un commerce moderne, conserve encore, au-dessus de la devanture moderne, un bas-relief représentant Jésus et Jean-Baptiste enfants jouant avec un agneau blanc. Au-dessus de ce bas-relief, sur la face inférieure du balcon, un autre bas-relief représente un aigle sur fond de nuages, tenant une couronne de lauriers dans son bec et un cartel (cartouche) dans une patte.
Plus haut, de part et d'autre du balcon du premier étage, deux bas-reliefs très abîmés représentent des enfants : ces bas-reliefs sont à rapprocher de ceux qui ornent la façade de la « Maison du Heaume » sur la Grand-Place de Bruxelles, réalisés par Frans Huygelen pour remplacer les originaux de Van Dievoet
.
Plus haut encore, l'entablement qui sépare le premier et le deuxième étage porte une frise ornée de guirlandes de fleurs, de rinceaux, de couronnes de laurier et de flambeaux entrecroisés et renversés.

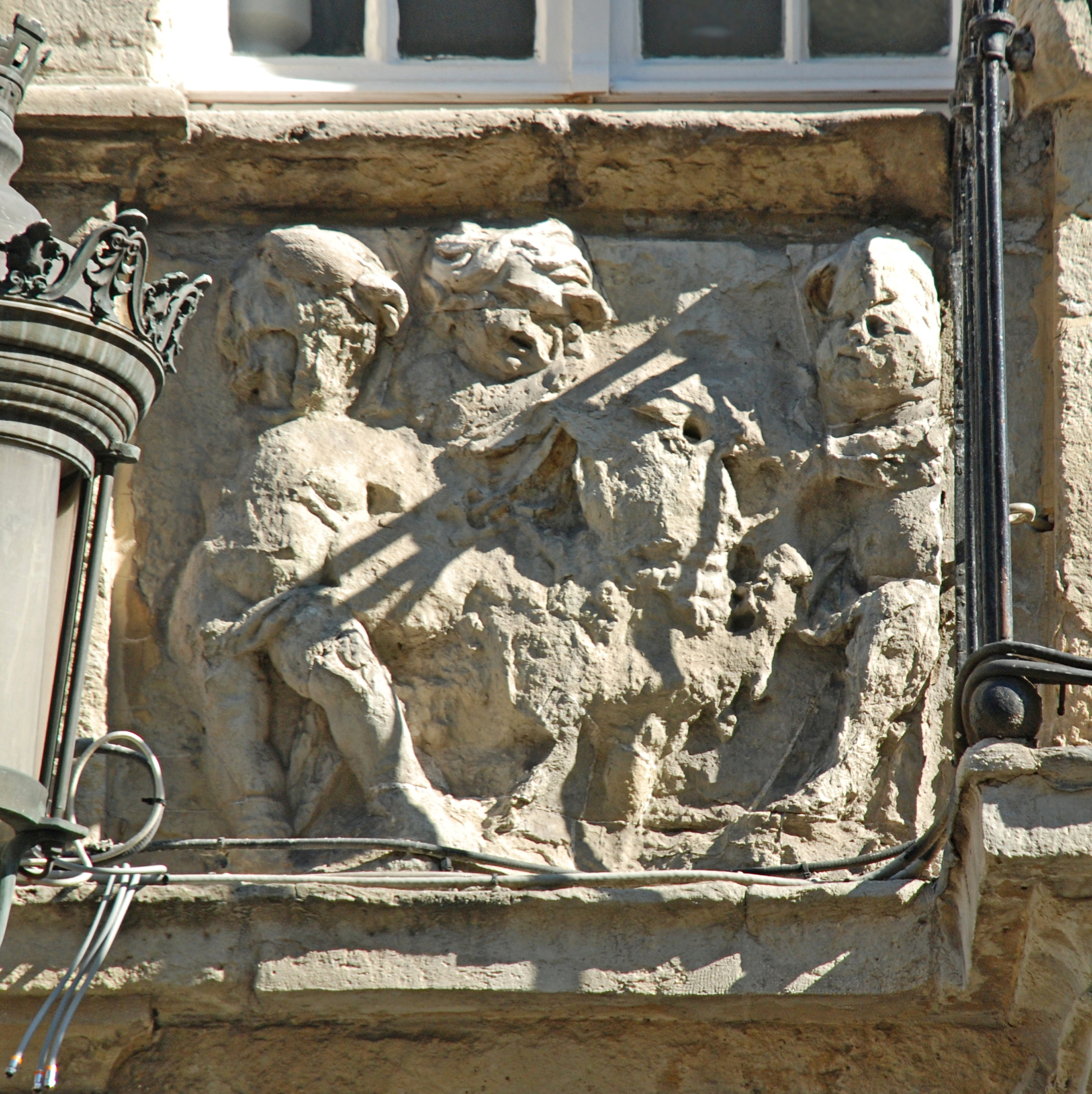
Bas-relief à gauche du balcon.
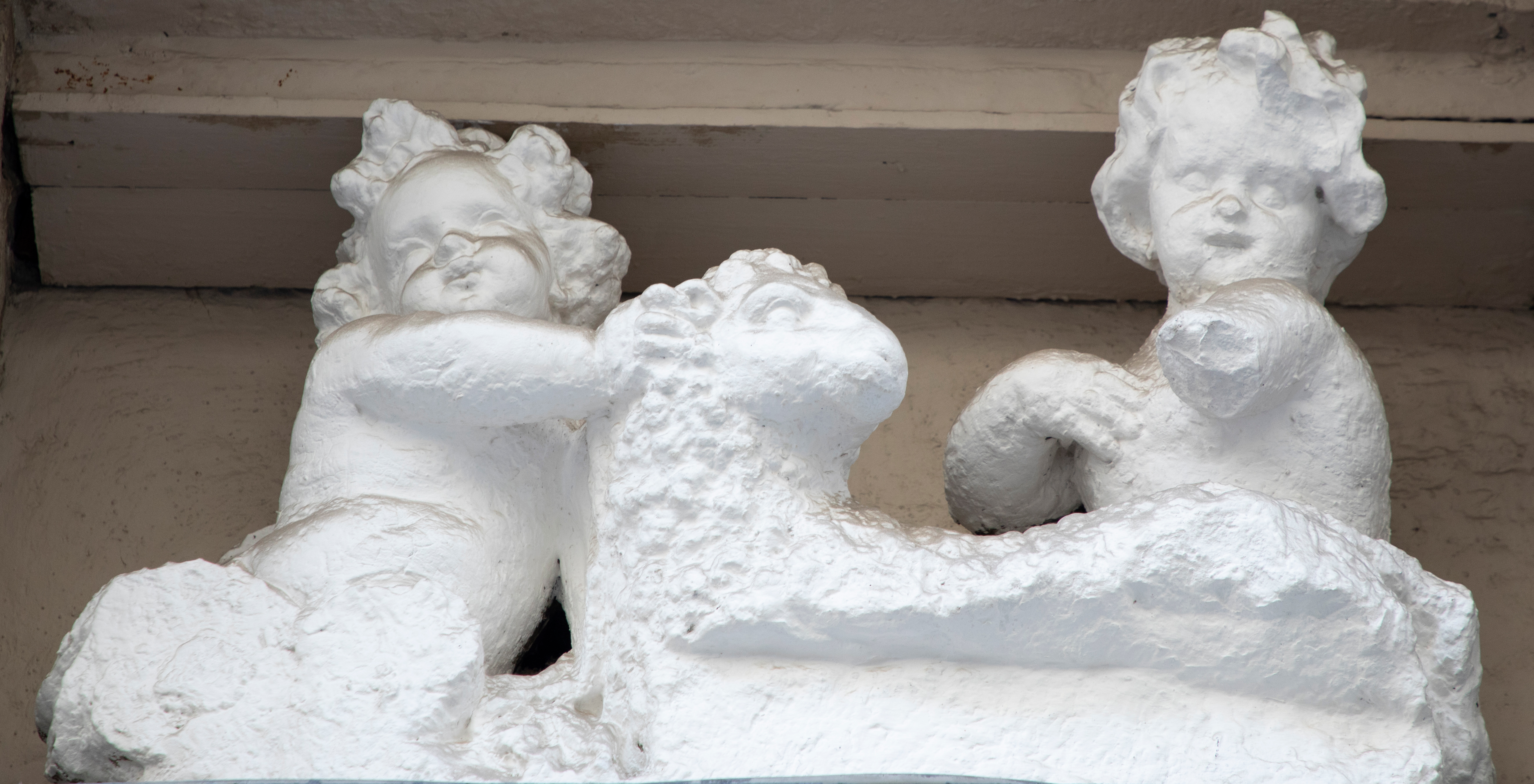
Jésus et Jean-Baptiste enfants jouant avec l'agneau (bas-relief sous le balcon).
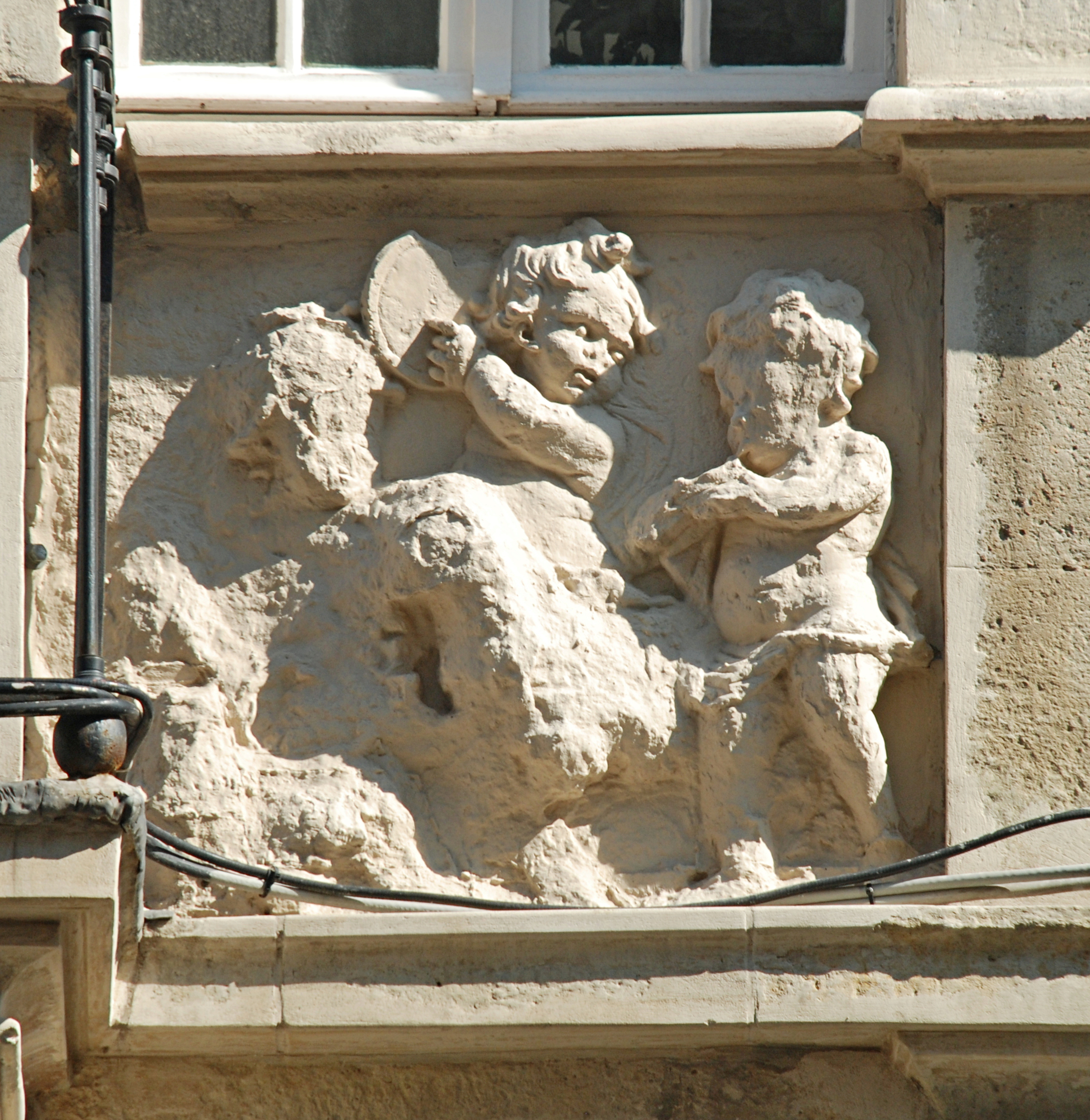
Bas-relief à droite du balcon.

Voici comment l'historien et archiviste de la ville de Bruxelles Guillaume Des Marez décrivait, au début du XXe siècle, ce décor sculpté : « Les bas-reliefs, gracieux et animés, y sont toujours, et au-dessus de la porte Jésus et Jean-Baptiste jouent avec le petit agneau blanc. Sous le balcon, conformément à la convention de 1696, qui stipulait qu'en cet endroit le sculpteur Van Dievoet devait imaginer un motif suivant son inspiration, on voit un aigle volant sur un fond sillonné de nuages, tenant d'une patte une couronne, de l'autre un cartel. Tout en haut, une belle frise sépare les étages; on y voit des rinceaux et des flambeaux entrecroisés et renversés. Les godrons des volutes du gâble se terminent par une patte vigoureusement taillée ».

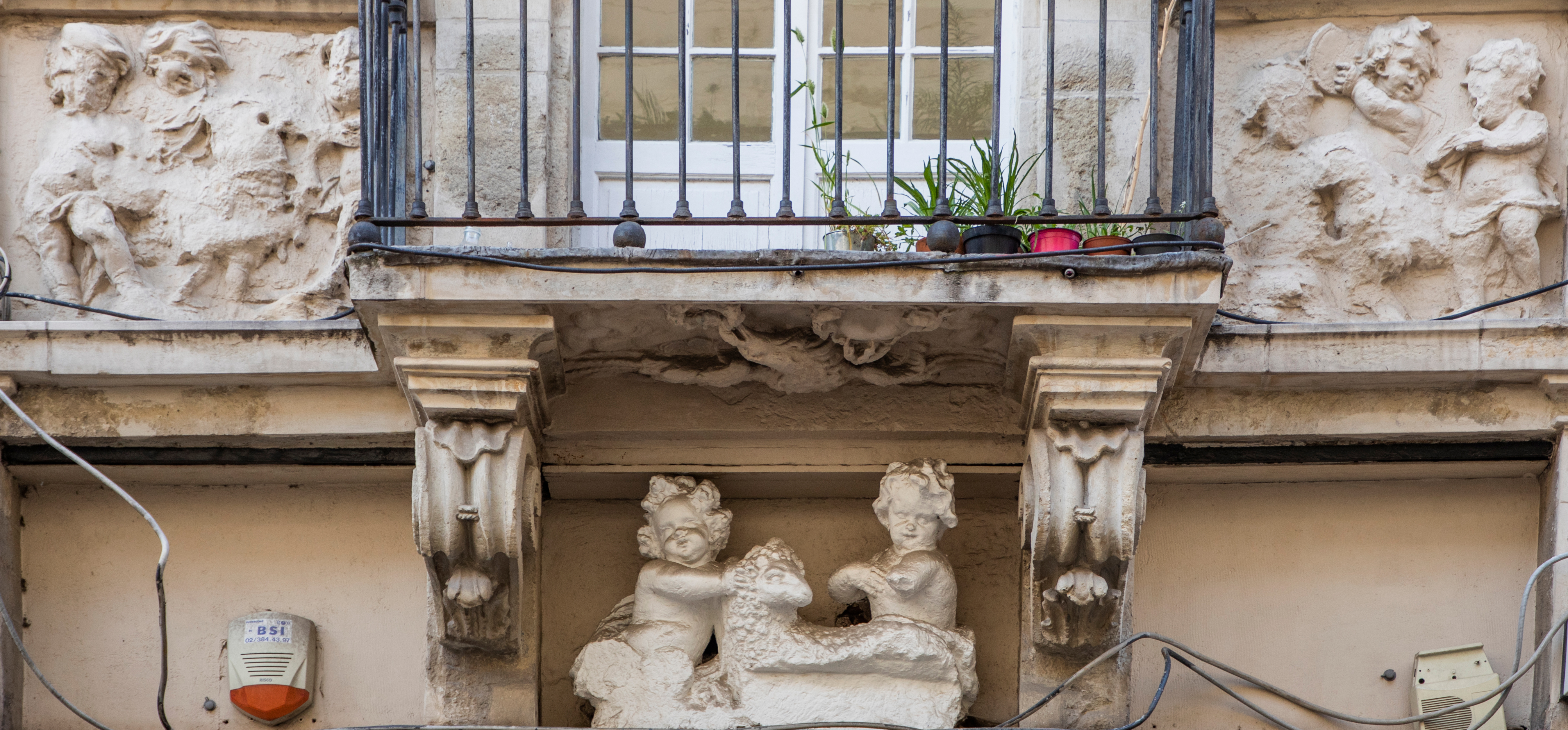
Vue des quatre sculptures.